# Индо-пакистанская морская война (1971)
Индо-пакистанская морская война (англ. Indo-Pakistani Naval War) — серия морских боёв между индийским и пакистанским флотом во время индо-пакистанской войны 1971 года. Изначально военно-морские силы Индии были вовлечены с целью замкнуть кольцо вокруг Восточного Пакистана и не допустить прибытия подкрепления для пакистанских вооружённых сил, которые оказались один на один против восставших жителей провинции и поддержавших их индийских войск. После успеха индийского флота в создании блокады вокруг мятежной пакистанской провинции, ВМС Индии были направлены к побережью Западного Пакистана, где и состоялись важнейшие морские бои этой войны. Самая первая операция получила название Операция «Трайдент», в которой индийцы одержали убедительную победу, следом за ней произошёл ещё один бой — Операция Питон, после этой битвы флот Западного Пакистана потерпел сокрушительное поражение и индийцы стали обстреливать с моря финансовую столицу страны — Карачи.

## Ход конфликта
3 декабря 1971 года пакистанское руководство решило навязать Индии войну на два фронта, пакистанские войска начали наступление вдоль западной границы с Индией. Через несколько часов после начала военных действий, индийский флот приступил к выполнению операции «Трайдент» (кодовое имя операции для первой атаки на Карачи). Часть индийского флота, состоящая из трёх ракетных катеров проекта 205, в сопровождении двух противолодочных патрульных кораблей, перегруппировалась от Окхи и выдвинулась в направлении Карачи. 4 декабря 1971 года, в 21:50 по местному времени, данная группа была уже в 70 морских милях к юго-западу от Карачи. Вскоре после этого, индийские корабли были обнаружены пакистанскими военными кораблями. Индийцы нанесли неожиданный удар. Пакистанский эсминец — «Хайбер» и тральщик «Мухафиз» были потоплены. Другой пакистанский эсминец «Шах Джахан» был сильно поврежден. Из 270 членов экипажа «Хайбера» спаслось лишь 70. Затем индийские корабли нанесли ракетный удар по топливным резервуарам в Карачи, в результате часть резервуаров была уничтожена. Операция «Трайдент» имела оглушительный успех: все корабли ВМС Индии благополучно вернулись домой без каких-либо повреждений. Также 4 декабря была потоплена пакистанская подводная лодка «Гази», имевшая задачу атаковать флагман индийского флота авианосец «Викрант». В ночь на 4 декабря подводная лодка пыталась выставить мины близ индийской базы в Вишакхапатнаме, однако около полуночи после обнаружения её перископа была атакована старым индийским эсминцем «Раджпут», сбросившим две глубинные бомбы. Через некоторое время (в 00:15 4 декабря) на ПЛ произошёл катастрофический внутренний взрыв, и лодка затонула со всем экипажем из 82 человек.
В восторге от успеха операции «Трайдент», командующий ВМС Индии составил другой план наступательной операции под кодовым названием «Питон». Несмотря на плохую погоду и волнение, индийская группа кораблей, состоящая из ракетного катера «Винаш» и двух многоцелевых фрегатов, начала атаку на Карачи в ночь с 8 на 9 декабря. «Винаш» подошёл близко к берегу Карачи и выпустил четыре ракеты: первая ракета поразила топливные резервуары на побережье, остальные три попали в торговые суда. Более 50 процентов всех запасов топлива в Карачи, были уничтожены. Операция «Питон» завершилась успешно.
9 декабря 1971 года в Аравийском море пакистанская подводная лодка «Хангор» торпедировала индийский фрегат «Кукри». Инцидент стал первой и до сих пор единственной результативной атакой, произведённой дизельно-электрической подводной лодкой после Второй мировой войны. На борту атакованного корабля погибло 19 офицеров и 193 матроса (9 офицеров и 93 матроса спаслись). Также в этот день ракетными ударами было потоплено 2 танкодесантных корабля ВМС Пакистана.

## Итог войны
Действия на море во время индо-пакистанского конфликта 1971 года продемонстрировали преждевременность отказа от размещения на кораблях ствольной артиллерии крупных калибров (свыше 100—127 мм). Она оказалась гораздо более дешёвым средством борьбы с береговыми объектами, и при этом не менее эффективным, нежели управляемые корабельные ракеты. Было также подтверждено, что подводные лодки продолжают оставаться надёжным морским оружием — так же, как неуправляемые торпеды и «традиционные» глубинные бомбы.